# Marcel Empíric
Marcel Empíric (en llatí Marcellus Empiricus) va ser un magistrat i escriptor romà del segle iv, nascut a Burdígala (Bordeus). Fou mestre dels oficis amb Teodosi el Gran (379-395), però va perdre el càrrec amb el seu successor Arcadi. Era cristià, però es creu que no era metge de professió encara que alguna vegada se l'esmenta com a arquiatre, i que va escriure un llibre de farmàcia en llatí ("De Medicamentis Empiricis, Physicis ac Rationabilibus") que inclou algunes supersticions. Com ell mateix explica al llibre inclou tant les medicines aprovades pels físics (metges) com les recomanades pel poble comú (agrestes et plebeii).